# 2745 San Martin
A 2745 San Martin (ideiglenes jelöléssel 1976 SR10) a Naprendszer kisbolygóövében található aszteroida. Félix Aguilar Obszervatórium fedezte fel 1976. szeptember 25-én.